# Callimetopus irroratus
Callimetopus irroratus är en skalbaggsart som först beskrevs av Newman 1842.  Callimetopus irroratus ingår i släktet Callimetopus och familjen långhorningar.
Artens utbredningsområde är Filippinerna. Inga underarter finns listade.